# Лівобережна Сокілка
Лівобережна Сокілка — село в Україні, у Кобеляцькій міській громаді Полтавського району Полтавської області. Населення становить 333 осіб.

## Географія
Село Лівобережна Сокілка знаходиться за 2,5 км від лівого берега річки Ворскла та примикає до села Панське.

## Історія
У квітні 1709 року під час Північної війни поблизу села відбулась битва між шведськими і козацькими та російськими військами.
12 червня 2020 року, відповідно до розпорядження Кабінету Міністрів України № 721-р «Про визначення адміністративних центрів та затвердження територій територіальних громад Полтавської області», село увійшло до складу Кобеляцької міської громади.
19 липня 2020 року, в результаті адміністративно - територіальної реформи та ліквідації Кобеляцького району, село увійшло до складу новоутвореного Полтавського району Полтавської області.

## Пам'ятки
- Регіональний ландшафтний парк «Нижньоворсклянський».